# Caffè Camparino

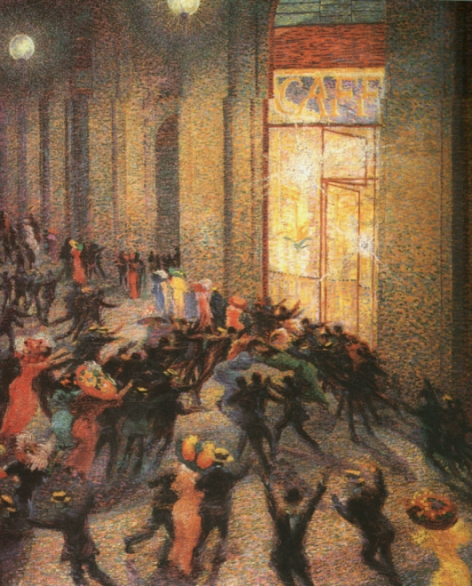
Le caffè représenté dans Rissa in galleria (1910) d'Umberto Boccioni.

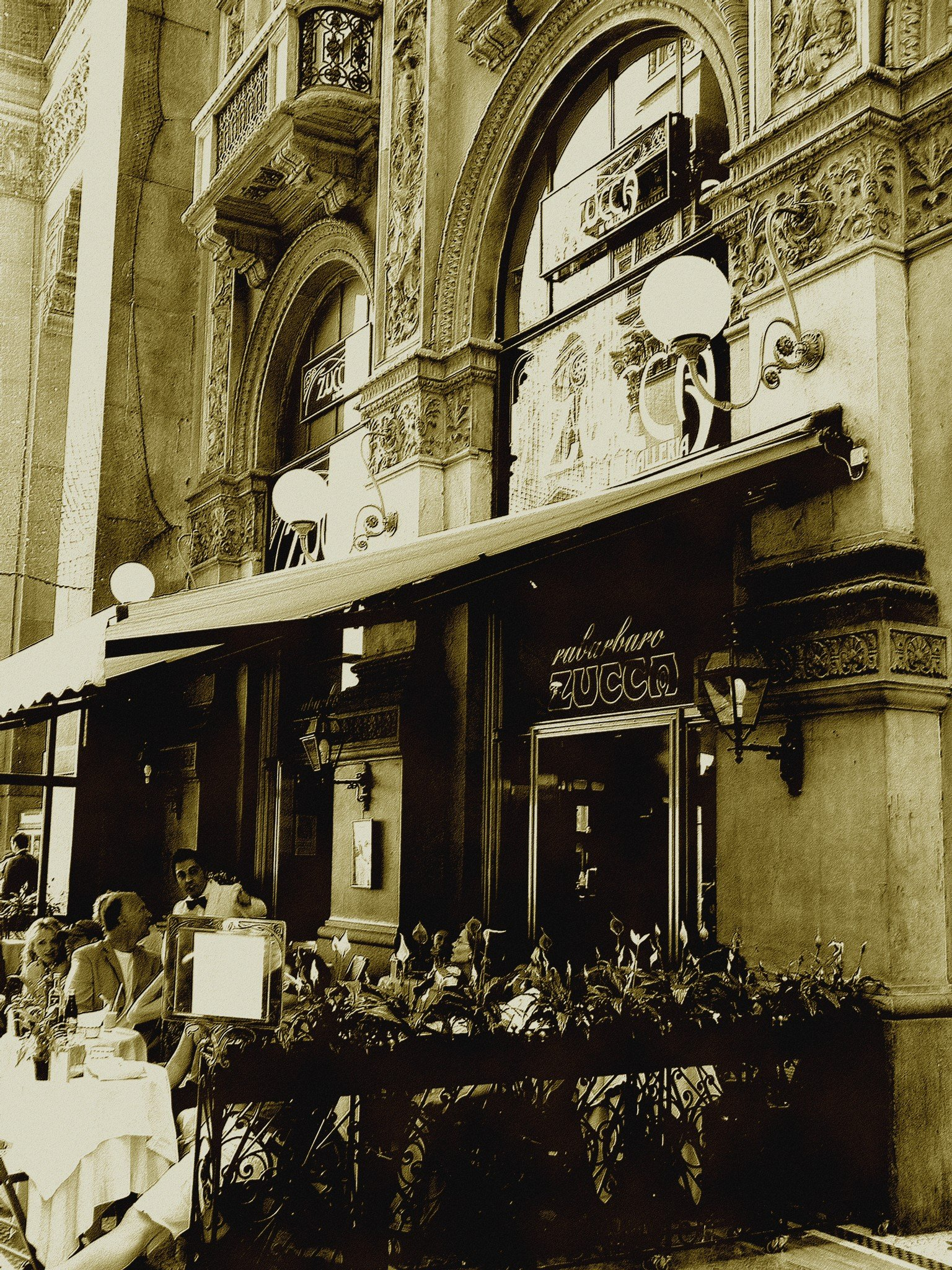
L'établissement sous l'enseigne Caffè Zucca (1996-2012).

Le caffè Camparino est un café historique situé dans la Galleria Vittorio Emanuele II à Milan.

## Historique
L'établissement est inauguré sous l'enseigne de Caffè Campari en 1867 par Gaspare Campari (it). Lieu symbole de la tradition de l'apéritif milanais, il est fréquenté dès son ouverture par de nombreuses célébrités du monde des arts, de la musique, de la mode et de la politique. En 1915, sous l'appellation de Caffè Camparino, il est repris par son fils Davide qui révolutionne la façon de boire du Campari en installant, depuis le sous-sol, un flux continu d'eau de Seltz glacé jusqu'au bar. Entre 1923 et 1924, la décoration originale de style Empire est remplacée par un aménagement de style liberty auquel collaborent l'ébéniste Eugenio Quarti, le peintre Angelo d'Andrea et Alessandro Mazzucotelli pour les ferronneries. À partir de 1996, il est nommé Caffè Zucca. Début 2012, il de nouveau estampillé Caffè Camparino, et tout en conservant son authentique atmosphère Campari et son caractère profondément cosmopolite, le café est redessiné par l'artiste Ugo Nespolo
Fidèle client, le peintre futuriste Umberto Boccioni, l'immortalise dans une de ses œuvres Rissa in galleria (it) (Échauffourée en galerie) en 1910.